# 59001 Senftenberg
59001 Senftenberg este un asteroid din centura principală de asteroizi.

## Descriere
59001 Senftenberg este un asteroid din centura principală de asteroizi. A fost descoperit pe 26 septembrie 1998 la Observatorul Kleť de Jana Tichá și Miloš Tichý. Asteroidul prezintă o orbită caracterizată de o semiaxă mare de 2,58 ua, o excentricitate de 0,22 și o înclinație de 8,6° în raport cu ecliptica.